# Vår sång blir stum
Vår sång blir stum är en kriminalroman av Maria Lang (pseudonym för Dagmar Lange), utgiven första gången 1960 på bokförlaget Norstedts. Romanen har översatts till danska, norska och finska.

## Handling
Den klassiska sången om studentens lyckliga dag stiger mot taket i hotellets festvåning. Det är studenttider i Skoga och på Skoga stadshotell hålls en stor bankett. Men när Puck Bure går upp på rummet för att ta en paus från festligheterna möts hon av en ohygglig syn och den muntra glädjeyran dämpas snabbt. En död man ligger nedanför sängen och någon har smetat in alla väggar och möbler med hans blod.
Det är ett egendomligt mord på en osannolik plats och med ett osannolikt mordvapen Christer Wijk har att ta ställning till när han anländer till hemstaden. Tyvärr är det alltför många som känner sig kallade att vittna om egendomliga händelser i staden.

## Karaktärer
Censorer
- Professor Einar Bure
- Professor Olof Ottosson
- Lektor Tage Falk

Vittnen
- Målarmästare Gotthard Persson
- Författarinnan Almi Graan

Lärare
- Rektor Harald Hellman
- Lektor Styrbjörn Tyrén
- Adjunkt Philip Ringvall
- Adjunkt Monika Norlander

Abiturienter
- Barbro
- Dorothea (Dott)
- Leif
- Clas (Classe)

Övriga
- Rektorskan Astrid Hellman
- Professorskan Puck Bure
- Provinsialläkare Daniel Severin
- f.d. Överkonstapel Leo Berggren
- Landsfogde Anders Löving
- Christer Wijk